# ریس ویلموت
ریس ویلموت (انگلیسی: Rhys Wilmot؛ زادهٔ ۲۱ فوریهٔ ۱۹۶۲) بازیکن فوتبال اهل بریتانیا است.
از باشگاه‌هایی که در آن بازی کرده‌است می‌توان به باشگاه فوتبال آرسنال، باشگاه فوتبال گریمزبی تاون، باشگاه فوتبال تورکی یونایتد، باشگاه فوتبال سوانزی سیتی، باشگاه فوتبال لیتون اورینت، باشگاه فوتبال پلیموث آرگیل، و باشگاه فوتبال کریستال پالاس اشاره کرد.